# 니시테쓰쿠루메역
니시테쓰쿠루메역(일본어: 西鉄久留米駅)은 일본 후쿠오카현 구루메시에 위치한 서일본 철도 덴진오무타 선의 철도역이다. 역 번호는 T27이다.

## 역사
- 1924년 4월 12일: 규슈 철도(2대)의 종착역으로 영업 개시.
- 1969년 3월 1일: 고가화.
- 1987년 10월 1일: 자동 개찰기 도입.
- 1993년 12월 16일: 2층 대합실에서 승강장으로 연결되는 에스컬레이터 설치.
- 1997년 5월 24일: 역 안내원 배치.
- 2008년 5월 18일: IC카드 nimoca 사용 개시.
- 2015년 2월: 액정식 열차 안내 장치 사용 개시, 안내 방송 시스템 갱신.
- 2017년 2월 1일: 역 번호 도입.

## 역 구조
섬식 승강장 2면 4선의 고가역이다. 1층에 버스 터미널, 2층에 개찰구, 3층에 승강장이 있다. 1969년 3월에 고가화되었다.
본 역 회송 열차가 설정되어 있으며, 급행 중 쓰보쿠 행 열차는 본 역부터 앞으로는 보통 열차이다.
니시테쓰 후쿠오카(덴진) 방향에 건늠선이 설정되어 있다.

### 승강장
| 1・2 | ■ 덴진오무타 선 | 하행 | 야나가와・오무타 방면                            |
| 3・4 | ■ 덴진오무타 선 | 상행 | 아마기・후쓰카이치・니시테쓰 후쿠오카(덴진) 방면 |

## 이용 현황
| 연도 | 1일 평균 승차 인원 | 1일 평균 승하차 인원 |
| ---- | ------------------ | -------------------- |
| 2007 | 19,803             | 39,478               |
| 2008 | 19,402             | 39,051               |
| 2009 | 18,603             | 37,338               |
| 2010 | 18,282             | 36,495               |
| 2011 | 17,918             | 35,747               |
| 2012 |                    | 34,881               |
| 2013 |                    | 35,142               |
| 2014 |                    | 33,475               |
| 2015 |                    | 33,668               |
| 2016 |                    | 33,555               |

## 역 주변
- 이시바시 문화 센터
- 고코쿠 신사

## 사진

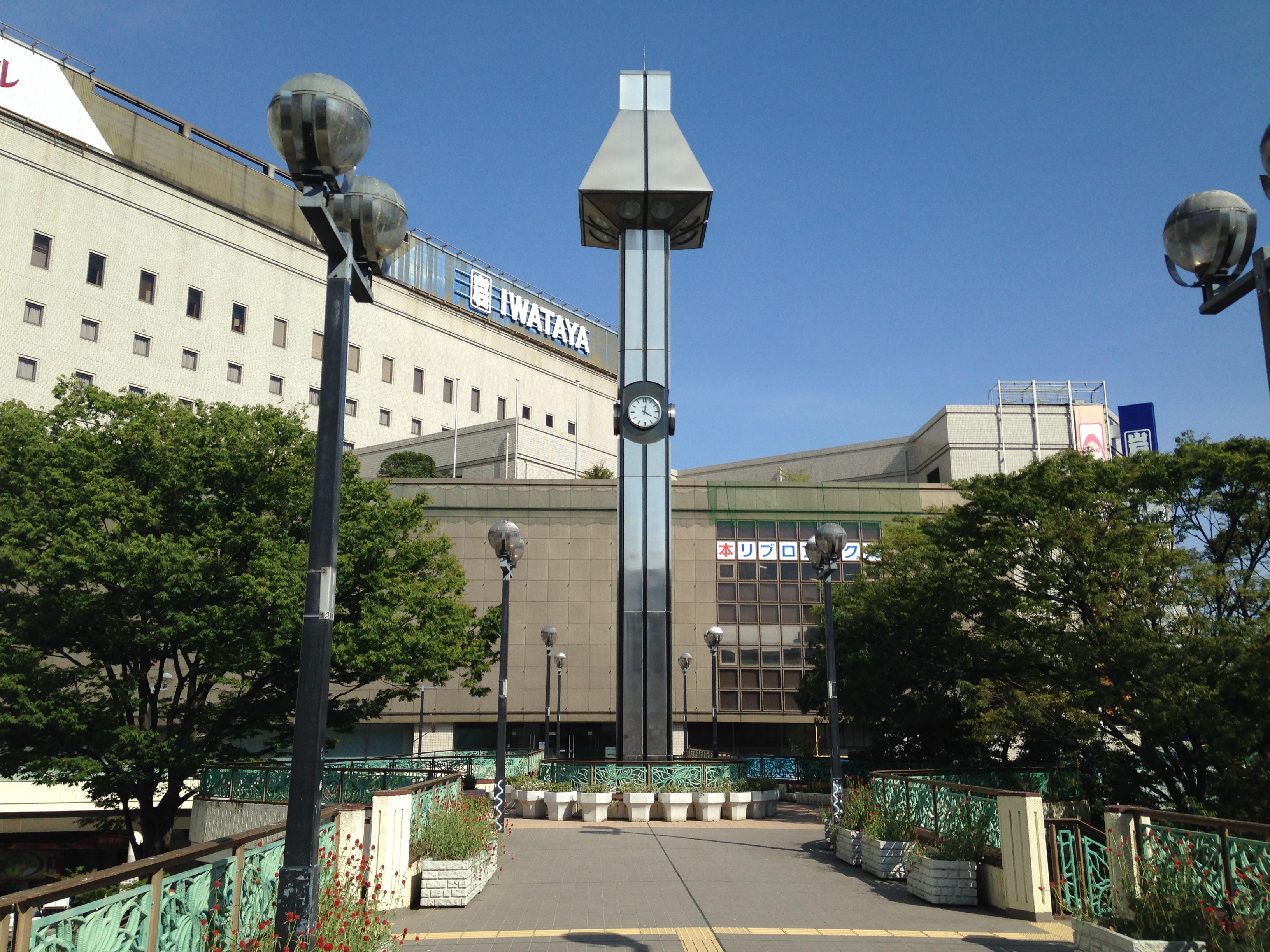
동쪽 출입구 앞의 시계탑
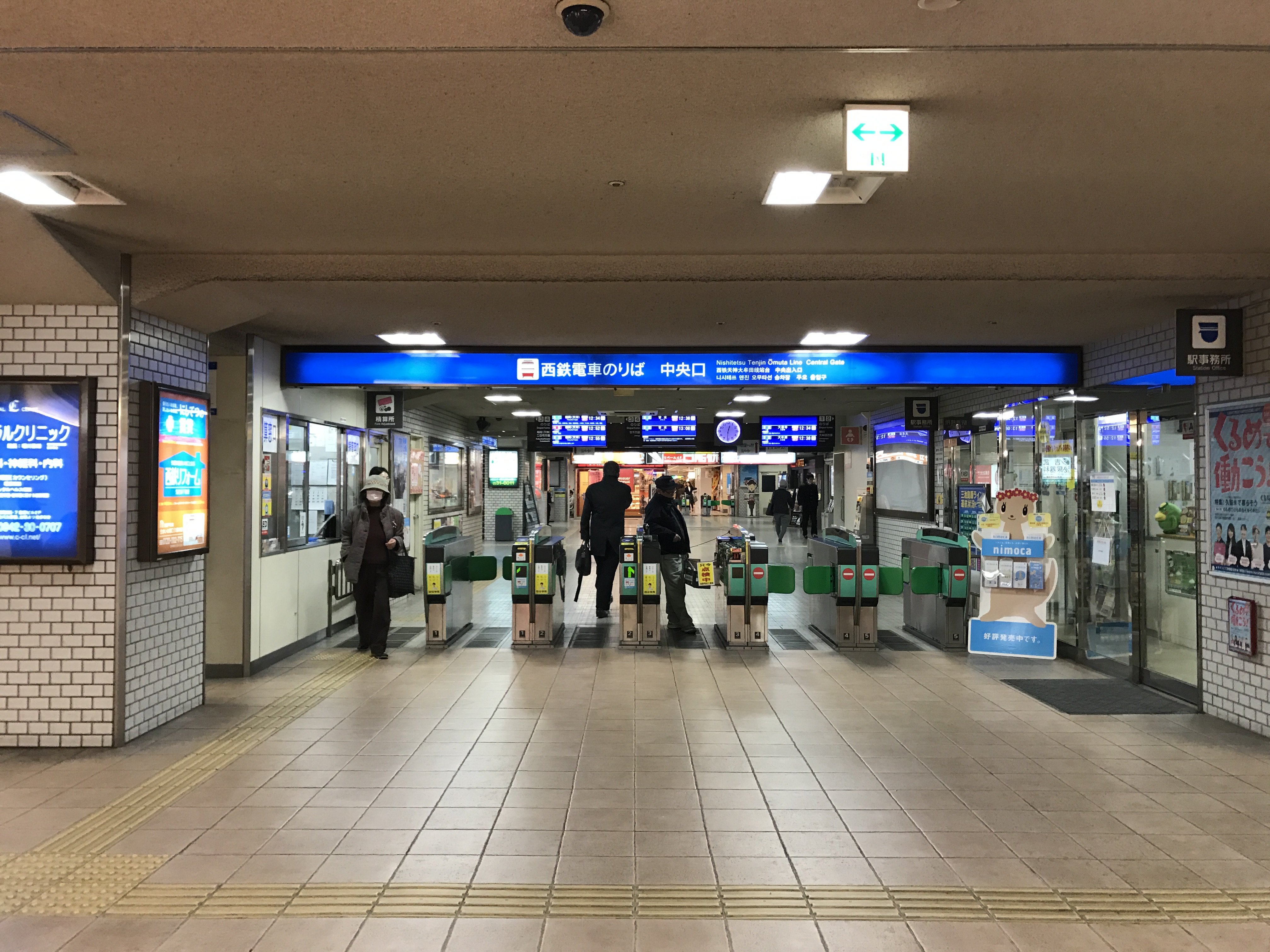
개찰구
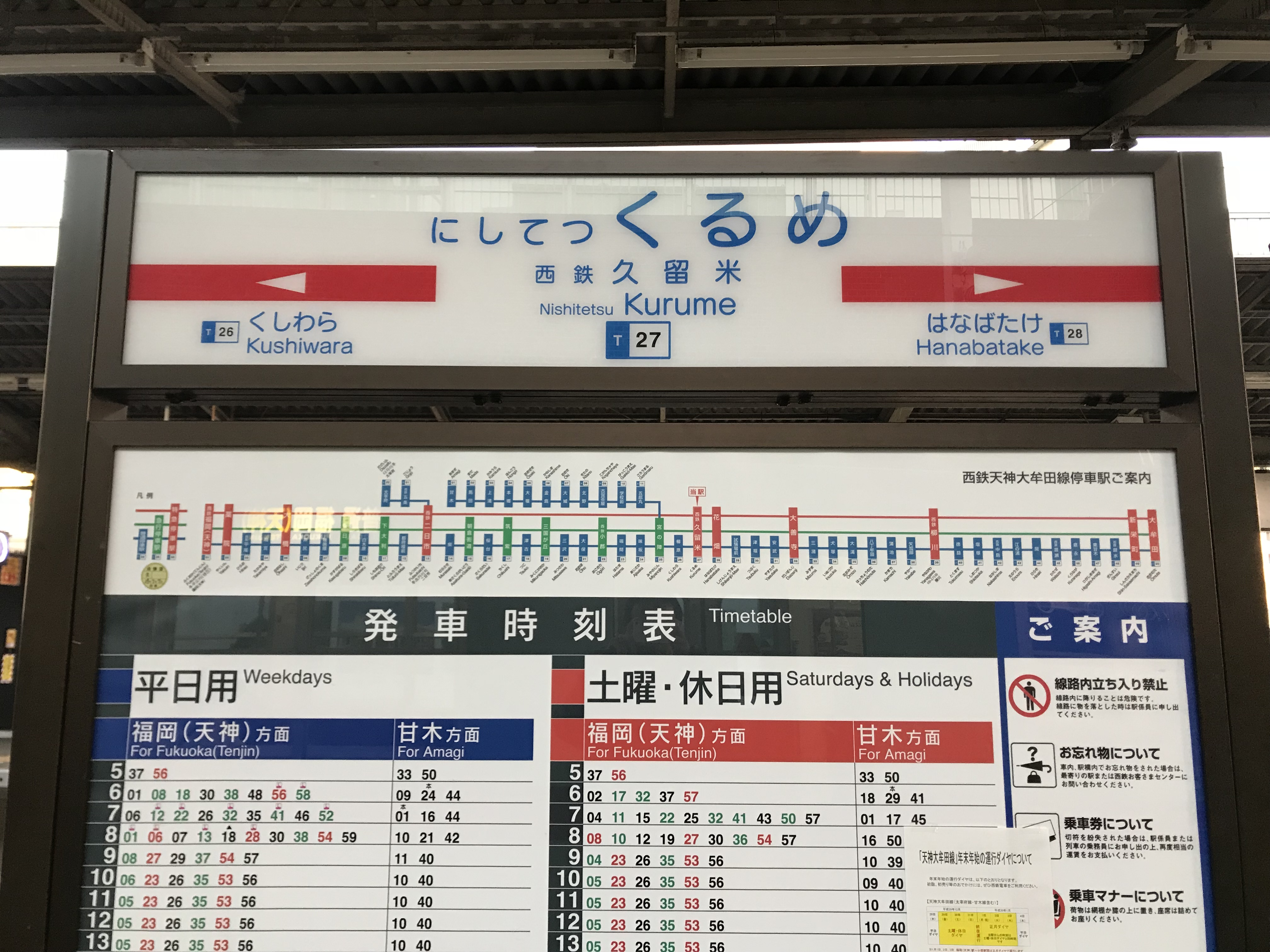
역명판

## 인접역
| 서일본 철도 ■ 덴진오무타 선                         | 서일본 철도 ■ 덴진오무타 선 | 서일본 철도 ■ 덴진오무타 선 |
| --------------------------------------------------- | --------------------------- | --------------------------- |
| T13 니시테쓰후쓰카이치 니시테쓰 후쿠오카(덴진) 방면 | ■ 특급                      | 하나바타케 T28 오무타 방면  |
| T25 미야노진 니시테쓰 후쿠오카(덴진) 방면           | ■ 급행                      | 하나바타케 T28 오무타 방면  |
| T26 구시와라 니시테쓰 후쿠오카(덴진) 방면           | ■ 보통                      | 하나바타케 T28 오무타 방면  |